# Coloma (Wisconsin)
Coloma es una villa ubicada en el condado de Waushara en el estado estadounidense de Wisconsin. En el Censo de 2010 tenía una población de 450 habitantes y una densidad poblacional de 119,33 personas por km².

## Geografía
Coloma se encuentra ubicada en las coordenadas 44°2′18″N 89°31′54″O / 44.03833, -89.53167. Según la Oficina del Censo de los Estados Unidos, Coloma tiene una superficie total de 3.77 km², de la cual 3.77 km² corresponden a tierra firme y (0%) 0 km² es agua.

## Demografía
Según el censo de 2010, había 450 personas residiendo en Coloma. La densidad de población era de 119,33 hab./km². De los 450 habitantes, Coloma estaba compuesto por el 100% blancos, el 0% eran afroamericanos, el 0% eran amerindios, el 0% eran asiáticos, el 0% eran isleños del Pacífico, el 0% eran de otras razas y el 0% pertenecían a dos o más razas. Del total de la población el 0.89% eran hispanos o latinos de cualquier raza.